# اسید فنوپیکولینیک
اسید فنوپیکولینیک (به انگلیسی: Phenopicolinic acid) یک ترکیب شیمیایی با شناسه پاب‌کم ۳۰۴۳۷۹۲ است. 